# Marsdenia stephanotidifolia
Marsdenia stephanotidifolia är en oleanderväxtart som beskrevs av R. E. Woodson. Marsdenia stephanotidifolia ingår i släktet Marsdenia och familjen oleanderväxter. Inga underarter finns listade i Catalogue of Life.